# Glyphopsyche sequatchie
Glyphopsyche sequatchie là một loài Trichoptera trong họ Limnephilidae. Chúng phân bố ở miền Tân bắc.